# Prevetica
Prevetica (cyr. Преветица) – wieś w Serbii, w okręgu toplickim, w gminie Kuršumlija. W 2011 roku liczyła 12 mieszkańców.